# Инсталатер Штукс
Инсталатер Штукс је ТВ-игра Редакције забавно-хумористичког програма Телевизије Београд (хумористички циклус "Медаљони") из 1964. године. Реч је о адаптацији хуморески Ефраима Кишона. Сценарио је написао Еуген Вербер. Редитељ ТВ-игре је Здравко Шотра.

## Улоге
| Глумац                 | Улога |
| ---------------------- | ----- |
| Деса Берић             |       |
| Миодраг Петровић Чкаља |       |
| Петар Словенски        |       |
| Предраг Тасовац        |       |

## Из критике
... Са истих позиција реалистичке режијске уверљивости пошао је и Здравко Шотра приликом реализације Kишонових Медаљона. У првом, под називом Социјална, другом Офсајд и трећом Инсталатер Штукс, по једна личност доведена је у бесмислену ситуацију. Снежана Никшић као другарица "социјална", Мића Томић као фудбалски судија и Предраг Тасовац као кућевласник – били су супротстављени чудацима своје врсте: социјално угроженом нераднику, кога је тумачио Сима Јанићијевић, ватреном навијачу са спортских терена, кога је играо Мија Алексић, и лукавом инсталатеру, у тумачењу Миодрага Петровића-Чкаље.
   Од свих поменутих глумаца, једини се доследно отео редитељу Миодраг Петровић-Чкаља; једини је он успео да погоди одговарајући стил игре у којој се, са свог глумачког одстојања, забављао и својом сопственом улогом и својом жртвом у лицу другог глумца. Редитељску поставку донекле су, у позитивном смислу изневеравали Снежана Никшић и Мића Томић.
   Својом појавом у улози писца Ефраима Kишона, Петар Словенски био је занимљив зато што је излагања, као уводе у сваки појединачни "медаљон", давао потпуно изван свих образаца својих уобичајених телевизијских конферанси. 
(Олга Божичковић: Играјмо се телевизијске игре, Политика, Београд, 3. новембар 1964)